# Európai Konzervatívok és Reformisták
Az Európai Konzervatívok és Reformisták, gyakran Európai Konzervatívok és Reformerek, jobboldali európai politikai pártok képviselőinek csoportja, parlamenti frakciója az Európai Parlamentben. 2009-ben alakult meg, csatlakozott hozzá többek között a brit Konzervatív Párt, a lengyel Jog és Igazságosság és a Magyar Demokrata Fórum is. Magyar részről Bokros Lajos volt a tagja a képviselőcsoportnak 2009 és 2014 között, őt az MDF képviseletében választották meg.
A politikai csoportosulás legfőbb közös ideológiai elvei a következők:
- Szabad vállalkozás, alacsony adók, minimális állami beavatkozás.
- Egyéni szabadságjogok, nagyobb személyes felelősségvállalás, demokratikus elszámoltathatóság.
- Fenntartható energiagazdálkodás, tiszta energia, energiabiztonság.
- A család szerepének fontossága a társadalomban.
- A nemzetállamok függetlensége és szuverenitása, szemben az európai föderalizmussal.
- Transzatlanti szolidaritás, a NATO kiemelt szerepe, a fiatal európai demokráciák támogatása.
- A bevándorlás ellenőrzése alatt tartása.
- Modern, hatékony közszolgáltatás a falvakban és városokban egyaránt.
- Küzdelem a túlzott bürokrácia ellen, nagyobb átláthatóság, különösen az európai alapok felhasználása terén.
- Egyenlő tisztelet minden EU-tagállamnak, régieknek és újaknak, kicsiknek és nagyoknak egyaránt.

## Tagok

### 10. Európai Parlament (2024–2029)
| Ország        | Párt                                                                    | Európai Párt | Képviselők száma |
| ------------- | ----------------------------------------------------------------------- | ------------ | ---------------- |
| Belgium       | Új Flamand Szövetség                                                    | EFA          | 2 / 22           |
| Bulgária      | Vannak Ilyen Emberek                                                    | Nincs        | 1 / 17           |
| Ciprus        | Nemzeti Népi Front                                                      | Nincs        | 1 / 6            |
| Csehország    | Polgári Demokrata Párt                                                  | ECRP         | 3 / 21           |
| Dánia         | Dán Demokraták                                                          | Nincs        | 1 / 15           |
| Észtország    | Független                                                               | Függetlenek  | 1 / 7            |
| Finnország    | Finnek Pártja                                                           | Nincs        | 1 / 15           |
| Franciaország | Konzervatív Mozgalom                                                    | Nincs        | 1 / 81           |
| Franciaország | Független                                                               | Függetlenek  | 1 / 81           |
| Görögország   | Görög Megoldás                                                          | Nincs        | 2 / 21           |
| Hollandia     | Református Politikai Párt                                               | ECPM         | 3 / 21           |
| Horvátország  | Haza Mozgalom                                                           | Nincs        | 1 / 12           |
| Lengyelország | Jog és Igazságosság                                                     | ECRP         | 18 / 52          |
| Lengyelország | Szuverén Lengyelország                                                  | Nincs        | 2 / 52           |
| Lettország    | Nemzeti Szövetség                                                       | ECRP         | 2 / 9            |
| Lettország    | Egyesült Lista                                                          | Nincs        | 1 / 9            |
| Litvánia      | Litvániai Lengyelek Választási Akciója – Keresztény Családok Szövetsége | ECRP         | 1 / 11           |
| Litvánia      | Litván Gazdák és Zöldek Uniója                                          | Nincs        | 1 / 11           |
| Luxemburg     | Alternatív Demokratikus Reformpárt                                      | ECRP         | 1 / 6            |
| Olaszország   | Olaszország Fivérei                                                     | ECRP         | 24 / 76          |
| Románia       | Románok Egyesüléséért Szövetség                                         | Nincs        | 5 / 33           |
| Románia       | Román Nemzeti Konzervatív Párt                                          | ECPM         | 1 / 33           |
| Svédország    | Svédországi Demokraták                                                  | ECRP         | 3 / 21           |
| Európai Unió  | Összesen                                                                | Összesen     | 78 / 720         |

### 9. Európai Parlament (2019–2024)
| Ország        | Párt                                                                    | Európai Párt | Képviselők száma |
| ------------- | ----------------------------------------------------------------------- | ------------ | ---------------- |
| Belgium       | Új Flamand Szövetség                                                    | EFA          | 3 / 21           |
| Bulgária      | Belső-macedóniai Forradalmi Szervezet                                   | ECRP         | 2 / 17           |
| Csehország    | Polgári Demokrata Párt                                                  | ECRP         | 4 / 21           |
| Finnország    | Finnek Pártja                                                           | Nincs        | 2 / 14           |
| Franciaország | Visszahódítás                                                           | Nincs        | 1 / 79           |
| Görögország   | Görög Megoldás                                                          | Nincs        | 1 / 21           |
| Hollandia     | JA21                                                                    | Nincs        | 3 / 29           |
| Hollandia     | Református Politikai Párt                                               | ECPM         | 1 / 29           |
| Hollandia     | Több Közvetlen Demokráciát                                              | Nincs        | 1 / 29           |
| Horvátország  | Horvát Szuverenisták                                                    | ECRP         | 1 / 12           |
| Lengyelország | Jog és Igazságosság                                                     | ECRP         | 25 / 52          |
| Lengyelország | Szuverén Lengyelország                                                  | Nincs        | 2 / 52           |
| Lettország    | Nemzeti Szövetség                                                       | ECRP         | 2 / 8            |
| Litvánia      | Litvániai Lengyelek Választási Akciója – Keresztény Családok Szövetsége | ECRP         | 1 / 11           |
| Németország   | Szövetség Németország                                                   | Nincs        | 1 / 96           |
| Olaszország   | Olaszország Fivérei                                                     | ECRP         | 10 / 76          |
| Románia       | Kereszténydemokrata Nemzeti Parasztpárt                                 | ECPM         | 1 / 33           |
| Spanyolország | VOX                                                                     | ECRP         | 4 / 59           |
| Svédország    | Svédországi Demokraták                                                  | ECRP         | 3 / 21           |
| Szlovákia     | Szabadság és Szolidaritás                                               | ECRP         | 1 / 14           |
| Európai Unió  | Összesen                                                                | Összesen     | 69 / 705         |

### 8. Európai Parlament (2014–2019)
| Ország             | Párt                                      | Európai Párt | Képviselők száma |
| ------------------ | ----------------------------------------- | ------------ | ---------------- |
| Belgium            | Új Flamand Szövetség                      | EFA          | 4 / 21           |
| Bulgária           | Belső-macedóniai Forradalmi Szervezet     | Nincs        | 1 / 17           |
| Bulgária           | Töltsük Újra Bulgáriát                    | ACRE         | 1 / 17           |
| Ciprus             | Szolidaritás Mozgalom                     | ACRE         | 1 / 6            |
| Csehország         | Polgári Demokrata Párt                    | ACRE         | 2 / 21           |
| Dánia              | Dán Néppárt                               | EAPN         | 3 / 13           |
| Egyesült Királyság | Konzervatív Párt                          | ACRE         | 8 / 73           |
| Egyesült Királyság | Ulsteri Unionista Párt                    | ACRE         | 1 / 73           |
| Finnország         | Finnek Pártja                             | EAPN         | 2 / 13           |
| Görögország        | Független                                 | Függetlenek  | 1 / 21           |
| Hollandia          | Keresztény Unió                           | ECPM         | 1 / 26           |
| Hollandia          | Református Politikai Párt                 | ECPM         | 1 / 26           |
| Horvátország       | Horvát Konzervatív Párt                   | ACRE         | 1 / 12           |
| Lengyelország      | Jog és Igazságosság                       | ACRE         | 14 / 51          |
| Lengyelország      | A Köztársaság jobbszárnya                 | ECPM         | 1 / 51           |
| Lengyelország      | Független                                 | Függetlenek  | 4 / 51           |
| Lettország         | Nemzeti Szövetség                         | ACRE         | 1 / 8            |
| Litvánia           | Litvániai Lengyelek Választási Akciója    | ACRE         | 1 / 11           |
| Németország        | Liberális Konzervatív Reformerek          | ACRE         | 4 / 96           |
| Németország        | Szövetség C – Keresztények Németországért | ECPM         | 1 / 96           |
| Németország        | Független                                 | Függetlenek  | 1 / 96           |
| Olaszország        | Olaszország Fivérei                       | ACRE         | 2 / 73           |
| Olaszország        | Direzione Italia                          | ACRE         | 2 / 73           |
| Románia            | A Jobb Alternatíva                        | ACRE         | 1 / 32           |
| Svédország         | Svédországi Demokraták                    | Nincs        | 2 / 20           |
| Szlovákia          | Szabadság és Szolidaritás                 | ACRE         | 1 / 13           |
| Szlovákia          | Új Többség                                | ACRE         | 1 / 13           |
| Szlovákia          | Szabadság és Szolidaritás                 | Szlovákia    | 1 / 13           |
| Európai Unió       | Összesen                                  | Összesen     | 64 / 751         |

## Külföldi kapcsolatok
- Az Európai Konzervatívok és Reformisták Szövetségesei tartják a kapcsolatot az Amerikai Republikánusokkal.

## Külső hivatkozások
- Európai Konzervatívok és Reformisták. europarl.europa.eu
- ECR Party. ecrparty.eu